# Drupadia cineas
Drupadia cineas is een vlinder uit de familie van de Lycaenidae. De wetenschappelijke naam van de soort is voor het eerst gepubliceerd in 1889 door Henley Grose-Smith.
De soort komt voor in Maleisië (Sarawak) en Borneo (Sabah).